# Croton anisatus
Espèce
Croton anisatus est une espèce de plantes à fleurs du genre Croton et de la famille des Euphorbiaceae, originaire de Madagascar.
Il a pour synonyme :
- Oxydectes anisata (Baill.) Kuntze